# Grzybówka rurkowatotrzonowa

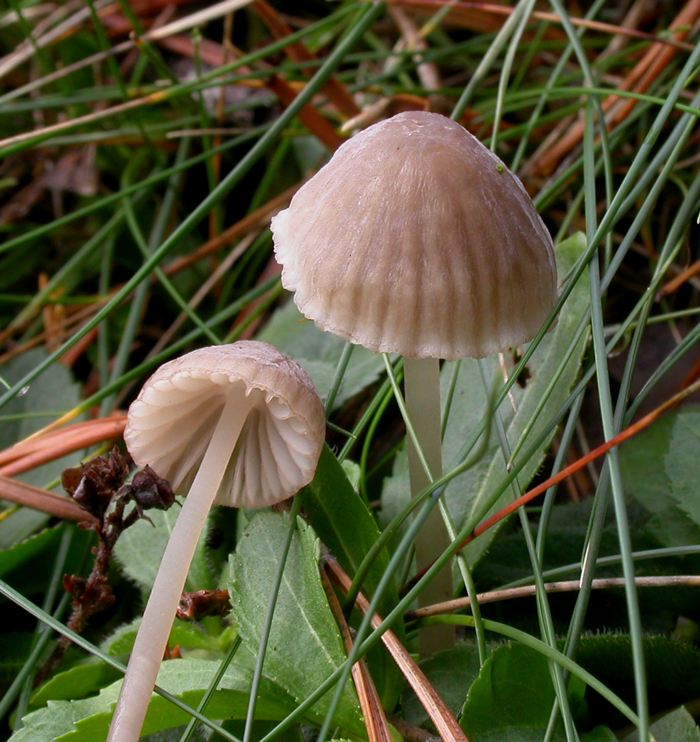

Grzybówka rurkowatotrzonowa (Mycena capillaripes Peck) – gatunek grzybów z rodziny grzybówkowatych (Mycenaceae).

## Systematyka i nazewnictwo
Pozycja w klasyfikacji według Index Fungorum: Mycena, Mycenaceae, Agaricales, Agaricomycetidae, Agaricomycetes, Agaricomycotina, Basidiomycota, Fungi.
Po raz pierwszy takson ten opisał w 1872 r. Charles Horton Peck na glebie w Nowym Jorku.
Synonimy:
- Mycena capillaripes f. albida Robich 2008
- Mycena langei Maire 1928
- Mycena plicosa var. marginata J.E. Lange 1914
- Prunulus capillaripes (Peck) Murrill 1916

Maria Lisiewska w 1987 r. nadała mu nazwę grzybówka rurkowata, Władysław Wojewoda w 2003 r. zaproponował nazwę grzybówka rurkowatotrzonowa.

## Morfologia
Kapelusz
Średnica 5–25 mm, kształt stożkowy, tępo stożkowy, dzwonkowaty lub paraboliczny, w stanie dojrzałym czasem z zagłębionym środkiem, płytko bruzdowany, półprzezroczyście prążkowany. Powierzchnia oprószona, bladoszara do szarobrązowej, na środku nieco ciemniejsza, na brzegu czasami całkowicie blada. Jest higrofaniczny, po wyschnięciu blaknie.
Blaszki
Blaszki w liczbie 12–20 dochodzące do trzonu, wąsko przyrośnięte, białawe, kremowe lub szare, na bokach z gęstymi, drobnymi, ciemnoczerwonawymi kropkami (konieczna lupa). Ostrza ciemno czerwono-brązowe.
Trzon
Wysokość 20–70 mm, grubość 1–1,8 mm, wydrążony, prosty do zakrzywionego, kruchy. Powierzchnia na wierzchołku oprószona o barwie od szarej do szarobrązowej, poza tym naga, błyszcząca, ciemniejsza. Podstawa pokryta białą, watowatą grzybnią.
Miąższ
O silnym zapachu amoniaku.
Cechy mikroskopowe
Podstawki 27–30 × 7–9 µm, smukłe. maczugowate, 4–zarodnikowe, ze sterygmatami o długości 4–6 µm. Zarodniki 8–11 × 4,5–6 µm, Q = 1,5–2, Qav = 1,8, cylindryczne lub o kształcie pipety, gładkie, amyloidalne. Cheilocystydy 35–77 × 10–16 µm, maczugowate lub wrzecionowate, na wierzchołku zaokrąglone lub z prostą szyjką i wypełnione czerwoną zawartością. Pleurocystydy liczne, podobne, ale czasami bez barwnej zawartości. Strzępki w skórce kapelusza o szerokości 2–8 µm, gęsto pokryte prostymi lub rozgałęzionymi wyrostkami o wymiarach 1-30 × 1-3 µm, czasami tworzącymi gęste masy. Strzępki warstwy korowej trzonu o szerokości 2-8 µm, gładkie lub z rzadkimi uchyłkami, pokryte wyrostkami o wymiarach 1–9 × 1–1,3 µm, komórki końcowe o szerokości 2,5–3,5 µm, gładkie lub skąpo pokryte prostymi, cylindrycznymi brodawkami o wymiarach 2–8 × 1–2 µm. Sprzążki obecne w strzępkach wszystkich częściach grzyba. 

## Występowanie i siedlisko
Znane jest występowanie tego gatunku w Ameryce Północne i w Europie. Władysław Wojewoda w zestawieniu grzybów wielkoowocnikowych Polski w 2003 r. przytacza 4 stanowiska. W Polsce gatunek rzadki. Znajduje się na Czerwonej liście roślin i grzybów Polski. Ma status V – gatunek narażony, który zapewne w najbliższej przyszłości przesunie się do kategorii wymierających, jeśli nadal będą działać czynniki zagrożenia.
Grzyb saprotroficzny. W Polsce występuje w lasach, zwłaszcza bukowych i świerkowych, rzadziej w ogrodach i przy drogach. Rośnie na ziemi, na ściółce leśnej i igliwiu wśród mchów i traw. Owocniki przeważnie od czerwca do listopada. 

## Gatunki podobne
Zapach amoniaku jest dość silny i niezawodny przy identyfikacji gatunku. Czerwono-brązowe, widoczne przez lupę kropki na bokach blaszek nie zawsze występują. Podobna jest grzybówka czerwonoostrzowa (Mycena rubromarginata), ale poza zapachem różni się także szerszymi, pipetowatymi zarodnikami i zazwyczaj rośnie na rozkładającym się drewnie. Możliwe jest również pomylenie z grzybówką oliwkowoostrzową (Mycena olivaceomarginata), która czasami ma szarobrązowy kapelusz z czerwonawo-brązowym środkiem, a także trzon z oprószonym białawym wierzchołkiem i szarobrązowymi kolorami poniżej oraz amoniakalny zapach. Te dwa gatunki można rozróżnić po cheilocystydach. U M. capillaripes są gładkie, podczas gdy u M. olivaceomarginata są bardziej zróżnicowane, często z dwoma lub trzema szyjami lub z kilkoma grubymi naroślami. Ponadto u M olivaceomarginata brak pleurocystyd.